# 인천가정초등학교
인천가정초등학교는 대한민국 인천광역시 서구 가좌동에 있는 공립 초등학교이다.

## 학교 연혁
- 1978.03.01 인천가정초등학교 개교 18학급
- 1978.03.01 초대 김의배 교장 부임
- 1983.08.04 수영장 개장 및 자연관찰원 개원
- 1983.11.01 9개 교실 증축 및 수세식 화장실 증축
- 1984.09.25 인천교육위원회 지정 자연관찰원 운영보고회
- 1992.10.26 인천시교육청 지정급식학교 지정보고회
- 1998.11.12 전통문화교육 시범학교 운영보고회
- 1998.11.12 초등국악, 상설연수 운영보고회
- 1999.06.03 신축교실 완공(교실3, 어학실1, 정보교육실1)
- 1999.09.01 제8대 김종택 교장 부임

## 참고 자료
- 인천가정초등학교 - 한국교육학술정보원 학교알리미